# Glicin dehidrogenaza (dekarboksilacija)
Glicin dehidrogenaza (dekarboksilacija) (EC 1.4.4.2, P-protein, glicinska dekarboksilaza, glicin:lipoilprotein oksidoreduktaza (dekarboksilacija i aminometilacija akceptora), protein P1) je enzim sa sistematskim imenom glicin:H-protein-lipoilizin oksidoreduktaza (dekarboksilacija, akceptor-amino-metilacija). Ovaj enzim katalizuje sledeću hemijsku reakciju
glicin + H-protein-lipoillizin {\displaystyle \rightleftharpoons } -protein-S-aminometildihidrolipoilizin + CO2
Ovaj enzim je piridoksal-fosfatni protein. On zajedno sa EC 2.1.2.10, aminometiltransferazom i EC 1.8.1.4, dihidrolipoil dehidrogenanzom sačinjava sistem glicinskog odvajanja, koji je ranije bio poznat kao glicinska sintaza.

## Literatura
- Nicholas C. Price; Lewis Stevens (1999). Fundamentals of Enzymology: The Cell and Molecular Biology of Catalytic Proteins (Third изд.). USA: Oxford University Press. ISBN 019850229X.
- Eric J. Toone (2006). Advances in Enzymology and Related Areas of Molecular Biology, Protein Evolution (Volume 75 изд.). Wiley-Interscience. ISBN 0471205036.
- Branden C; Tooze J. Introduction to Protein Structure. New York, NY: Garland Publishing. ISBN 0-8153-2305-0.
- Irwin H. Segel. Enzyme Kinetics: Behavior and Analysis of Rapid Equilibrium and Steady-State Enzyme Systems (Book 44 изд.). Wiley Classics Library. ISBN 0471303097.
- William P. Jencks (1987). Catalysis in Chemistry and Enzymology. Dover Publications. ISBN 0486654605.

## Spoljašnje veze
- Glycine+dehydrogenase+(decarboxylating) на 